# El purgatorio (programa de televisión)
El purgatorio es un programa de televisión chileno de género humor y entrevista, transmitido por Canal 13 desde el 3 de agosto de 2023. El programa es conducido por Ignacio Gutiérrez, con la participación de los comediantes Chiqui Aguayo y Luis Slimming.

## Sinopsis
El programa consiste en que dos famosos se enfrentan en un juego donde harán el ejercicio de imaginar su muerte y su llegada al purgatorio, un lugar entre el cielo y el infierno, donde serán juzgados por sus actos en vida. En el purgatorio, los invitados deberán responder a distintas preguntas, confesiones y desafíos, además de enfrentarse al humor de Chiqui y Luis, quienes interpretan a dos ángeles caídos. Al final del programa, el público decide mediante una votación en línea quién se va al paraíso, ganando un viaje al Caribe, y quién se va al infierno, quedándose con los ángeles caídos.

## Secciones
- El Muro de los Lamentos
- El libro de las condolencias
- Pregunta del Mortal
- Conexión con El Más Allá
- Punto de Quiebre
- En La Oficina De “El Purgatorio”
- Pecados Capitales
- Tierra Brava

## Equipo
El programa es producido por Canal 13 en asociación con la productora Kuarzo Entertainment Argentina. El director general es Nicolás Quesille, el productor ejecutivo es Pablo Alvarado, el director de contenidos es Rodrigo León, el guionista es Diego Muñoz y el director de arte es Cristián Mayorga.

## Capítulos
El programa se emitía los jueves a las 22:10 horas por Canal 13. Sin embargo, tras el estreno del reality show Tierra brava (el cual es emitido de domingo a jueves), se cambió para los viernes. Hasta la fecha, se han emitido los siguientes capítulos:
| N.º | Fecha                    | Invitados                                 | Ganador (Paraíso)          | Infierno                           |
| --- | ------------------------ | ----------------------------------------- | -------------------------- | ---------------------------------- |
| 1   | 3 de agosto de 2023      | Cathy Barriga y Anita Alvarado            | Anita Alvarado             | Cathy Barriga                      |
| 2   | 10 de agosto de 2023     | Daniella Campos y Daniela Aránguiz        | Daniella Campos            | Daniela Aránguiz                   |
| 3   | 17 de agosto de 2023     | María Eugenia Larraín y Pamela Díaz       | Pamela Díaz                | María Eugenia Larraín              |
| 4   | 24 de agosto de 2023     | Yamila Reyna y Daniel Fuenzalida          | Daniel Fuenzalida          | Yamila Reyna                       |
| 5   | 31 de agosto de 2023     | José Miguel Viñuela y Jordi Castell       | José Miguel Viñuela        | Jordi Castell                      |
| 6   | 7 de septiembre de 2023  | Checho Hirane y Paul Vásquez              | Checho Hirane              | Paul Vásquez                       |
| 7   | 14 de septiembre de 2023 | Helhue Sukni y Marlen Olivari             | Marlen Olivari             | Helhue Sukni                       |
| 8   | 21 de septiembre de 2023 | Iván Arenas y Willy Sabor                 | Iván Arenas                | Willy Sabor                        |
| 9   | 28 de septiembre de 2023 | Angélica Sepúlveda y Arturo Longton       | Arturo Longton             | Angélica Sepúlveda                 |
| 10  | 29 de septiembre de 2023 | Claudia Schmidt y Catalina Pulido         | Catalina Pulido            | Claudia Schmidt                    |
| 11  | 6 de octubre de 2023     | Karol Lucero y Daniel Valenzuela          | Daniel Valenzuela          | Karol Lucero                       |
| 12  | 13 de octubre de 2023    | Claudio Moreno y Kurt Carrera             | Claudio Moreno             | Kurt Carrera                       |
| 13  | 20 de octubre de 2023    | Claudio Reyes y Mauricio Flores           | Mauricio Flores            | Claudio Reyes                      |
| 14  | 27 de octubre de 2023    | Los Atletas de la Risa                    | Roberto Saldías (El Chino) | Patricio Mejias Juan Carlos Donoso |
| 15  | 3 de noviembre de 2023   | Ernesto Belloni y Paty Cofré              | Paty Cofré                 | Ernesto Belloni                    |
| 16  | 17 de noviembre de 2023  | Melón y Melame y Millenium Show           | Millenium Show             | Melón y Melame                     |
| 17  | 24 de noviembre de 2023  | Palta Meléndez y Ricardo Meruane          | Palta Meléndez             | Ricardo Meruane                    |
| 18  | 1 de diciembre de 2023   | Belén Mora y Eva Gómez                    | Eva Gómez                  | Belén Mora                         |
| 19  | 8 de diciembre de 2023   | Paola Troncoso y María José Quiroz        | Paola Troncoso             | María José Quiroz                  |
| 20  | 15 de diciembre de 2023  | Millaray Viera y Rayén Araya              | Millaray Viera             | Rayén Araya                        |
| 21  | 22 de diciembre de 2023  | Iván Arenas, Ernesto Belloni y Paty Cofré | Paty Cofré                 | Iván Arenas Ernesto Belloni        |

## Recepción
El programa ha tenido una buena recepción por parte del público y la crítica, destacando su originalidad, su humor y su capacidad de generar conversación en las redes sociales. Según datos de Kantar Ibope Media, el programa ha promediado un rating de 13,2 puntos, liderando su franja horaria y superando a su competencia directa, Mentiras Verdaderas de La Red. El programa también ha sido elogiado por su diversidad e inclusión, al contar con un conductor abiertamente gay, Ignacio Gutiérrez, y con invitados de distintos ámbitos y orientaciones sexuales.